# Autoestrada A11
La Autopista A11 o Baixo Miño es una autopista portuguesa, que conecta Apúlia con Castelões, conectando las subregiones de Cávado, Ave y Tâmega y Sousa, pertenecientes a la Región Norte, con una longitud total de 70,6 km.
La A11 comienza en Apúlia en el cruce con la A28, en dirección a Barcelos, Braga (cruza la A3), Guimarães (cruza la A7), Vizela, Felgueiras, Lousada y Castelões (Penafiel) y finaliza en el cruce con la A4.
Entre Apúlia y Braga la A11 coincide con la  y entre Braga y su término coincide con la IP9.
| Tramos                                      | Situación                                                                  | Km   |
| Apúlia - Vila Seca                          | En servicio (1998) Integrado (2005) en A 11 (Concesión: Norte)             | 4    |
| Vila Seca - Braga                           | En servicio (2005) (Concesión: Norte)                                      | 23,4 |
| Braga - Guimarães Oeste                     | En servicio (2003) (Concesión: Norte)                                      | 18,7 |
| Guimarães Oeste - Selho ( A 7 )             | En servicio (1996) como A 7 Renombrado (c. 2005) a A 11 (Concesión: Norte) | 1,8  |
|                                             |                                                                            |      |
| Abação e Gémeos ( A 7 ) - Castelões ( A 4 ) | En servicio (2006) (Concesión: Norte)                                      | 26,1 |